# چک حلاجی

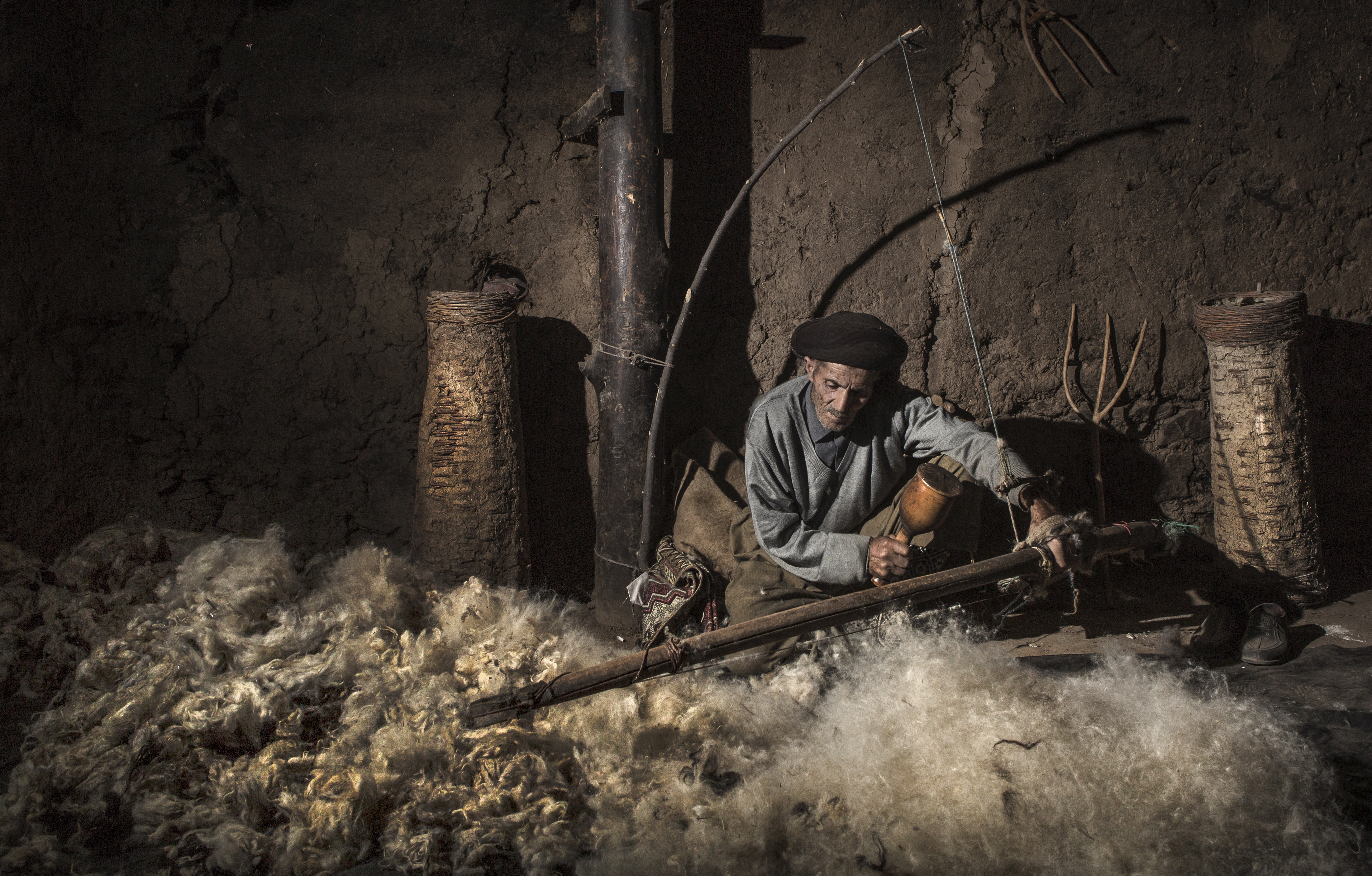
یک حلاج اهل ترکیه حین عمل پنبه‌زنی.

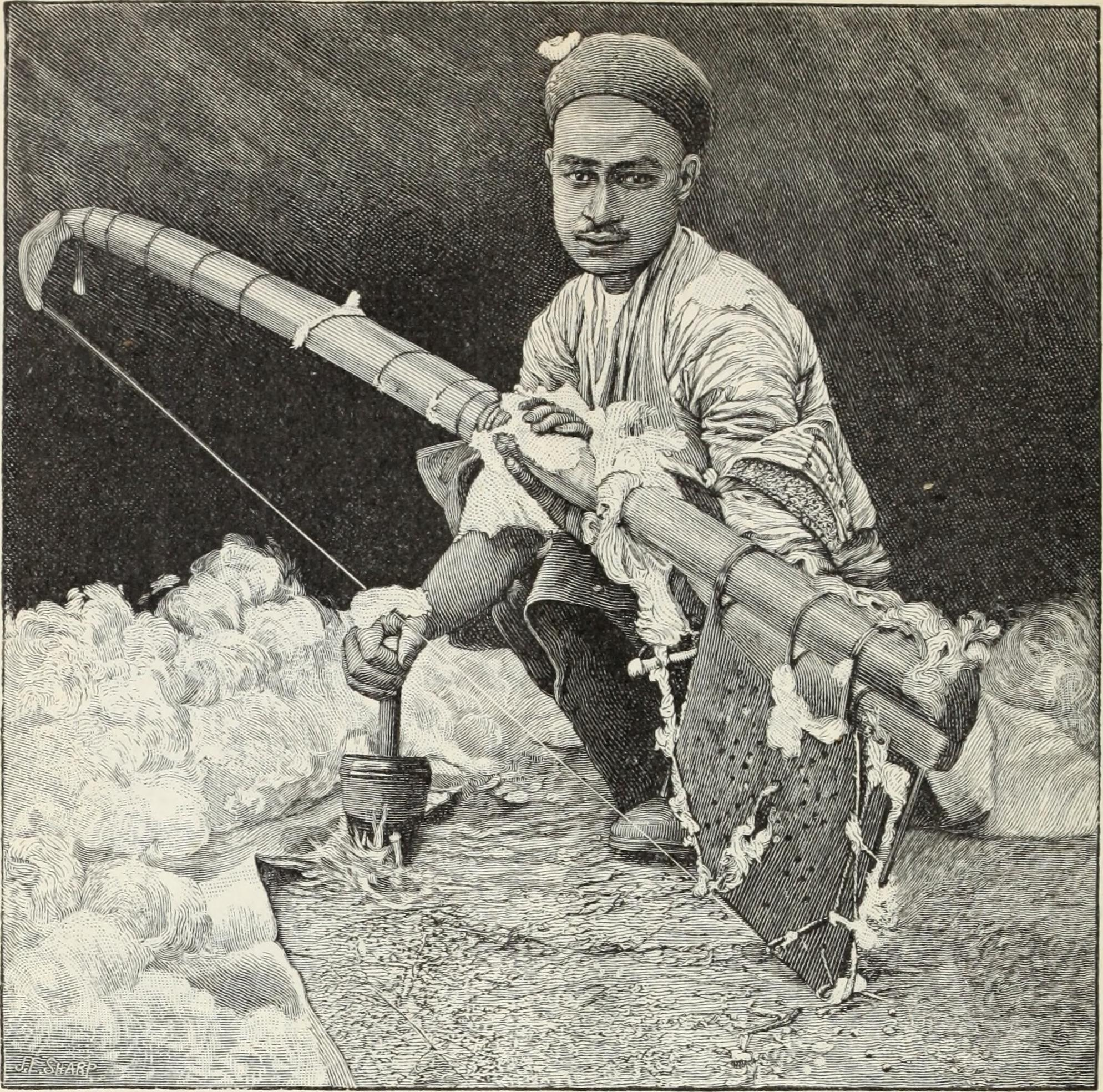
یک پنبه‌زن (حلاج) با چک حلاجی در دوره قاجار

چَک یا مُشته چوبی سرگرد است که در حلاجی با آن زه کمان را برای پنبه‌زنی به حرکت در می‌آورند. وزن آن بین یک تا یک‌ونیم کیلوگرم است.